# Myzia subvittata
Myzia subvittata är en skalbaggsart som först beskrevs av Étienne Mulsant 1850.  Myzia subvittata ingår i släktet Myzia och familjen nyckelpigor. Inga underarter finns listade i Catalogue of Life.